# Song 2
«Song 2» (часто ошибочно именуется как «Woo Hoo»; с англ. — «песня 2») — песня британской рок-группы Blur. Песня является второй по счёту в треклисте одноимённого альбома и была выпущена в качестве второго сингла с того же альбома. Выпущенный в апреле 1997 года сингл достиг 2-го места в британском чарте UK Singles Chart, 4-го места в австралийском чарте ARIA Charts и 6-го места в американском чарте Billboard Alternative Songs (ранее назывался Modern Rock Tracks).
На церемонии MTV Video Music Awards, которая прошла в 1997 году, «Song 2» была номинирована на премии «Лучшее видео группы» и «Лучшее музыкальное альтернативное видео». На церемонии Brit Awards в 1998 году песня была номинирована на премии «Лучший британский сингл» и «Лучшее британское видео». В 1998 году песня достигла 15-го места в списке радиостанции BBC Radio 1. В 2011 году песня попала в список «150 лучших треков за последние 15 лет» журнала NME, в котором заняла 79-е место.

## Предыстория
По словам Грэма Коксона, «Song 2» была задумана как шутка над звукозаписывающей компанией. Деймон Албарн записал демо-версию песни на акустической гитаре, которая была медленнее, но включала характерный припев песни „woo-hoo“ в форме свиста. Затем Коксон предложил исполнить песню побыстрее и громче и он велел выпустить песню как сингл, чтобы «взорвать ... руководителей лейблов».

## Музыкальное видео
Клип снят британским клипмейкером Софи Мюллер. В клипе группа находится в маленькой комнате, и как только звучит припев, участники группы начинают летать по комнате и ударяться об стены и пол. Это видео имеет сходство с другим клипом группы «Popscene».

## Влияние
Песня приобрела огромную популярность во всём мире. После того как «Song 2» была лицензирована, она стала часто использоваться в саундтреках, рекламе и ТВ-шоу. Песня звучит в видеоиграх «FIFA 98: Road to World Cup», «Rocksmith», «Guitar Hero 5», «Lego Rock Band», «Madden NFL 11», в фильме «Ангелы Чарли», в сериале «Торчвуд», в мультсериалах «Дарья» (эпизод «Гипермаркированные»), «Южный парк» (эпизод «Кубок Стэнли»), «Симпсоны»
(эпизод «Воскресенье, ужасное воскресенье»), в рекламных роликах к Pentium II, Nissan Sentra и в трейлере к фильму Звёздный десант.
Композиция часто звучит на футбольных, бейсбольных и хоккейных матчах. Например, после того, как на хоккейных матчах забивает гол сборная Канады и Авангард (Омск, Россия).
Отрывок песни звучал в рекламах Tuborg Green и фестиваля Tuborg Green Fest.
Также отрывок песни использовался во время новогоднего салюта в Лондоне в 2011 году.
Отрывок из «Song 2» также прозвучал на Церемонии открытия летних Олимпийских игр в Лондоне 27 июля 2012 года, а также на закрытии зимних Олимпийских игр в Сочи.

## Список композиций
Purple 7"
1. «Song 2»
2. «Get Out of Cities»

CD1
1. «Song 2»
2. «Get Out of Cities»
3. «Polished Stone»

CD2
1. «Song 2»
2. «Bustin' + Dronin'»
3. «Country Sad Ballad Man» (live acoustic)

International CD
1. «Song 2»
2. «Get Out of Cities»
3. «Polished Stone»
4. «Bustin' + Dronin'»

Japan Tour CD
1. «Song 2»
2. «Get Out of Cities»
3. «Polished Stone»
4. «Bustin' + Dronin'»
5. «Beetlebum» (Mario Caldato Jr. mix)
6. «Beetlebum» (instrumental)
7. «Country Sad Ballad Man» (live acoustic)
8. «On Your Own» (live acoustic)

## Чарты
| Чарт (1997)                | Высшая позиция |
| -------------------------- | -------------- |
| Австралия                  | 4              |
| Канада RPM Alternative 30  | 1              |
| Нидерланды                 | 73             |
| Швеция                     | 28             |
| Великобритания             | 2              |
| США Hot 100 Airplay        | 55             |
| США Mainstream Rock Tracks | 25             |
| США Modern Rock Tracks     | 6              |
| Чарт (2009)                | Высшая позиция |
| Великобритания             | 163            |